# Liriomyza lepidii
Liriomyza lepidii este o specie de muște din genul Liriomyza, familia Agromyzidae, descrisă de Harrison în anul 1976. Conform Catalogue of Life specia Liriomyza lepidii nu are subspecii cunoscute.